# Association des employeurs de l'économie sociale
L’association des employeurs de l'économie sociale (AEES) est une organisation sociale française liée au droit du travail, concernant les conseils de prud'hommes en France.

## Description
L’association des employeurs de l'économie sociale est une structure créée en 2002 spécifiquement pour les élections prud’homales et ayant pour objet la présentation de listes communes aux syndicats d’employeurs de l’économie sociale. Elle réunit trois organisations d’employeurs du secteur social et solidaire, le Groupement des entreprises mutuelles d'assurance (GEMA), l’Union des fédérations et syndicats nationaux d'employeurs sans but lucratif du secteur sanitaire, médico-social et social (UNIFED) et l’Union Des Employeurs de l'économie Sociale et solidaire (UDES) et représente 760 000 entreprises (associations, coopératives, mutuelles de santé et mutuelles d’assurance, fondations et établissements sanitaires à but non lucratif) qui emploient près de 2 millions de salariés.
Lors des élections prud’homales de 2008, l’AEES a obtenu près de 19 % des suffrages parmi les employeurs contre 11,32 % lors de celles de 2002. 462 conseillers prud’hommes élus sur l’ensemble du territoire français en 2008 sont issus de ce mouvement contre 280 en 2002.
L'AEES a été dissoute en 2018 en conséquence de la réforme de la représentativité.